# Луц, Иоганнес
Иоганнес Луц (нем. Johannes Luz; 12 августа 1859, Гюглинген — 9 ноября 1918, Меннедорф) — швейцарский органист германского происхождения.
Учился в Цюрихе у Густава Вебера, затем в Париже у Александра Гильмана. С 1881 г. хоровой дирижёр в Куре, дирижировал такими масштабными сочинениями, как «Мессия» Георга Фридриха Генделя и «Илия» Феликса Мендельсона. С 1885 г. работал в Цюрихе, сперва как органист Церкви августинцев, а с 1887 г. и до конца жизни как органист церкви Фраумюнстер; концертировал также в Берне, Лозанне, Монтрё и других швейцарских городах. Выступал экспертом по вопросам органостроения. Преподавал орган в Цюрихской консерватории, среди его учеников Отмар Шёк и Райнхольд Лаке.